# 参考人
参考人（さんこうにん）とは、ある事柄や事件について参考となる意見や専門知識、情報などを有している者をいう。

## 刑事事件における参考人
刑事訴訟法第223条の規定によれば、「検察官、検察事務官又は司法警察職員は、犯罪の捜査をするについて必要があるときは、被疑者以外の者の出頭を求め、これを取り調べ、又はこれに鑑定、通訳若しくは翻訳を嘱託することができる」とされ、被疑者以外で事件について参考となりうる情報や専門知識を知っている者（目撃者、精神科医、通訳など）を参考人として取調べや鑑定、通訳もしくは翻訳を嘱託することができるとしている。

## 国会における参考人
衆参両議院の議院規則では、委員会において審査又は調査のため必要があるときは、参考人の出頭を求め、その意見を聴くことができることが規定されている（衆議院規則第85条の2、参議院規則第186条）。もっとも証人喚問とは異なり、出頭や証言は任意であり、虚偽の証言を述べても偽証罪による処罰はない。
衆議院では、参考人の出頭を求める場合には委員長が本人にその旨を通知し、参議院の場合は参議院議長を経て行われることとなっている。参議院規則では、参考人が発言する場合には委員長の許可を必要とし、委員が参考人に対して質疑することができるが、参考人が委員に対して質疑できないことが規定されている。

### 過去に国会議員が参考人として招致された例
地位・役職は、当時のもの。
| 年月日         | 参考人     | 地位・役職       | 案件                             |
| -------------- | ---------- | ---------------- | -------------------------------- |
| 1958年4月16日  | 横銭重吉   | 衆議院議員       | 千葉銀行レインボー事件           |
| 1992年2月25日  | 鈴木善幸   | 元首相           | 共和汚職事件                     |
| 1996年6月4日   | 加藤紘一   | 自民党幹事長     | 共和汚職事件                     |
| 1998年1月30日  | 新井将敬   | 衆議院議員       | 新井将敬事件                     |
| 2002年2月20日  | 鈴木宗男   | 前衆院議運委員長 | 鈴木宗男事件                     |
| 2002年2月20日  | 田中眞紀子 | 前外務大臣       | 鈴木宗男事件                     |
| 2002年4月8日   | 加藤紘一   | 元自民党幹事長   | 秘書脱税事件                     |
| 2002年4月8日   | 鹿野道彦   | 元民主党副代表   | 業際研事件                       |
| 2002年4月25日  | 辻元清美   | 前社民党政審会長 | 秘書給与流用事件                 |
| 2020年12月25日 | 安倍晋三   | 前内閣総理大臣   | 桜を見る会問題                   |
| 2025年4月21日  | 世耕弘成   | 前参院幹事長     | 政治資金パーティー収入の裏金問題 |